# 村上司
村上 司（むらかみ まもる、1936年2月13日 - 2005年6月5日）は、株式会社日音元代表取締役会長。

## 来歴
中国（当時は日本租借地の関東州）大連市生まれ。大学卒業後、薬剤師であった父親の紹介で日本レダリーで勤務。1963年10月に日音（当時は日本音楽出版）に入社する。
入社の翌年（1964年）の9月-12月に、ニューヨークのリーズ・ミュージック（現・MCAミュージック）へ研修に行く。その研修で音楽出版社の在り方。即ち、楽譜の出版はごくわずかで、権利ビジネスの出版社としてオリジナル作品を開発・契約して、管理プロモートしなければいけないということを学ぶ。帰国後は多くの楽曲の開発とプロモートを展開。日本の音楽出版ビジネスの先駆者となる。
また会社経営以外に業界の発展にも取り組み、1977年10月に日本音楽著作権協会（JASRAC）の評議員に就任。1980年には理事に就任する。1998年9月に評議員と理事を退任するまで、「分配委員会」の委員を2期に亘って務めた他、「編曲問題懇話会」座長（1996年2月-97年2月）や「文化事業委員会」委員（1997年8月-98年8月）を担当する。さらに日本音楽出版社協会（MPA）においても、1977年5月に理事に就任して以来、常務理事や副理事長も務める。また私的録音補償金管理協会（sarah）でも、1993年3月から5年間に亘って理事を務める。
1998年6月にJASRACより「功労者表彰」を受賞。1999年には政府より「著作権法100年記念特別功労者文部大臣賞」を受賞する。また2003年12月にはMPAから「創立30周年記念功労者」として表彰される。
2005年6月5日、右扁桃癌のため死去。69歳没。